# Långa tjärnen, Värmland
Långa tjärnen är en sjö i Hagfors kommun i Värmland och ingår i Göta älvs huvudavrinningsområde. Sjöns area är 0,023 kvadratkilometer och den befinner sig 300 meter över havet.